# أنتوني أنان

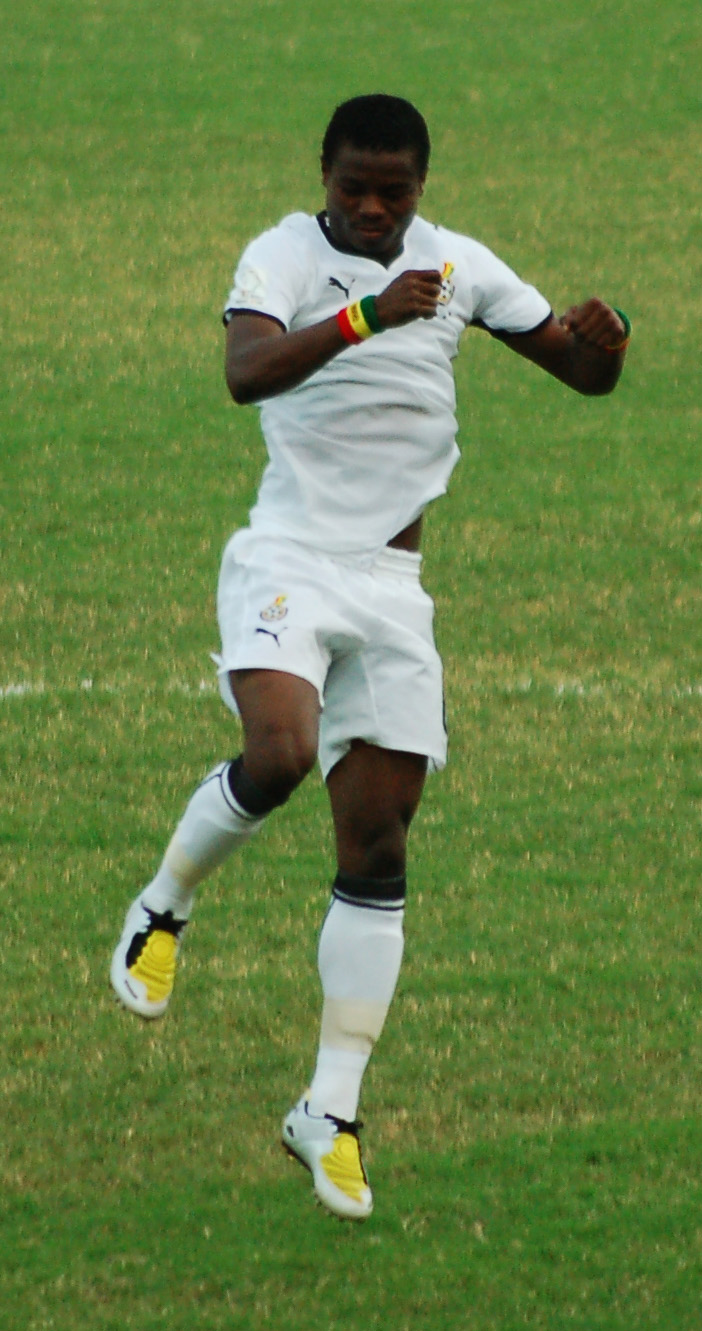
أنتوني أنان

أنتوني أنان Anthony Annan (بالإنجليزية: Anthony Annan)‏، من مواليد 21 يوليو 1986 في أكرا في غانا، لاعب كرة قدم غاني.
بدأ مسيرته الكروية مع نادي سيكوندي هاساكاس في عام 2003، ولعب معهم حتى عام 2005، وفي عام 2005 انتقل إلى نادي هارتس أوف أوك، ولعب معهم حتى عام 2007، ومنذ عام 2007 وهو يلعب مع نادي ستارت النرويجي
و هو يلعب مع منتخب غانا لكرة القدم منذ عام 2007.

## روابط خارجية
- أنتوني أنان على موقع الاتحاد الدولي (مؤرشف)  (الإنجليزية)
- أنتوني أنان على موقع قاعدة بيانات كرة القدم.إي يو (الإنجليزية)
- أنتوني أنان على موقع بيانات كرة القدم. دي إي (الألمانية)
- أنتوني أنان على موقع ناشيونال فوتبول تيمز (الإنجليزية)
- أنتوني أنان على موقع Soccerway.com (الإنجليزية)
- أنتوني أنان على موقع عالم كرة القدم.نت (الإنجليزية)
- أنتوني أنان على موقع كووورة
- أنتوني أنان على موقع AS.com (الإسبانية)